# 小行星6229
小行星6229（英語：6229 Tursachan）是一颗围绕太阳公转的小行星。1983年11月4日，B. A. Skiff在可可尼诺县发现了此天体。
这颗小行星的绝对星等为234.4465747311775等。